# Hogere technische school
De hogere technische school (hts) is een voormalige Nederlandse onderwijsvorm voor hoger beroepsonderwijs. Dit schooltype is in 1986 uit de Wet op het voortgezet onderwijs gehaald en binnen de Wet op het hoger beroepsonderwijs (hbo) gebracht, onder de noemer hoger technisch onderwijs (hto).
Na een succesvolle afronding van de hts, evenals van de hogere agrarische school (has), was men ingenieur en was men gerechtigd de titel ing te voeren. Vóór 1972 was voor het recht om die titel te voeren nog een inschrijving in het register van de "Stichting Ing. Register" nodig, en werd de titel achter de naam vermeld. Door de Wet van 21 december 1972 (Wet titel "ing."), Staatsblad 759, verkreeg ieder met het afstuderen het recht de titel voor de naam te voeren.
De titel 'ing' is vergelijkbaar met een bachelor.
De hts-opleiding was een vierjarige opleiding, of afhankelijk van vooropleiding als eerste nog een 'voorbereidend jaar', waarvan het derde jaar een praktisch jaar was waarin een aantal stages moest worden gevolgd. In het laatste jaar of examenjaar diende ook een afstudeeropdracht te worden uitgevoerd. De hts stond naast het hoger economisch administratief onderwijs (heao) en het hogere pedagogisch, artistiek, agrarisch, paramedisch en sociaal onderwijs.

## Geschiedenis

### Oorsprong
Het technisch onderwijs heeft een eeuwenlange ontstaansgeschiedenis. In de 19e eeuw was dit ontwikkeld in lager technisch onderwijs aan de ambachtsschool en hoger technisch onderwijs aan de polytechnische school. Tot het eind van de 19e eeuw volgde bijna iedereen slechts lager onderwijs en dat werd ook als voldoende beschouwd.
Na de Eerste Wereldoorlog, in het interbellum, kwamen er nieuwe vormen van voortgezet onderwijs na het lager onderwijs. Naast de ambachtsschool kwam er een Middelbare Technische School (mts).
Na de Tweede Wereldoorlog veranderde de oude ambachtsschool geleidelijk in de Lagere Technische School (lts) en werd met de Mammoetwet van 1968 definitief afgeschaft. Na 1945 was tussen de lagere school en de Middelbare Technische School (mts) een Uitgebreide Technische School (uts) ontstaan. In 1968 werd de Uitgebreide Technische School (uts) hernoemd tot  Middelbare Technische School (MTS), die opnieuw werd ingevoerd. De oude Middelbare Technische School werd in 1957 hernoemd tot Hogere Technische School (hts).

### Toelating
Om toegelaten te worden tot de hts was een diploma nodig van de middelbare technische school (mts) of het hoger algemeen voortgezet onderwijs (havo). Daarnaast waren er ook veel studenten met een voorbereidend wetenschappelijk onderwijs (vwo) diploma. Een tijd lang was zelfs de route lts – schakelklas uts – schakelklas hts mogelijk.
Ook de route mulo-B/mavo IV (middelbaar algemeen voortgezet onderwijs, de vierjarige opleiding) naar de hts bestond. Men kwam dan eerst, zoals dat toen heette, in het 'voorbereidend jaar'. Hierin werd ontbrekende kennis bijgebracht. Pas als dat jaar met goed gevolg was doorlopen kwam men in de eerste klas van de hts. Van deze doorstroommogelijkheid is weinig gebruikgemaakt. Dat kwam doordat in het examenpakket van de mavo in ieder geval wis-, natuur- en scheikunde moesten zitten en daarnaast voor alle examenvakken hoge eindcijfers werden verlangd, om toegelaten te worden tot het voorbereidend jaar. Tot 1965 gaf het examen meer uitgebreid lager onderwijs met wis- en natuurkunde of mulo-B of het overgangsbewijs naar de vierde klas hbs direct toegang tot de hts en studeerde men in vier jaar af voor ingenieur (ing), na de invoering van de Mammoetwet gaf mavo IV toegang tot het voorbereidend jaar en was de totale studietijd vijf jaar.

### Vakgebieden
Aan een hts studeerde men voor ingenieur (ing.). Deze titel kon in verschillende vakgebieden behaald worden, waaronder:
Autotechniek, bouwkunde, chemische techniek, economische bedrijfstechniek, elektrotechniek, Informatie- en Communicatietechnologie (ICT), scheepsbouwkunde, Algemene operationele techniek, technische bedrijfskunde, technische natuurkunde,  vliegtuigbouwkunde, weg- en waterbouwkunde (later civiele techniek genoemd) en werktuigbouwkunde.
Voor een aantal vakgebieden kon men in verschillende 'richtingen' afstuderen. Zo was het op de hts in Haarlem bij het vakgebied elektrotechniek bijvoorbeeld mogelijk om af te studeren in de richting energietechniek, in de richting informatietechniek of in de richting digitale techniek. Bij de informatietechniek betrof dit in feite hoogfrequenttechniek (dit was voor de invoering van ICT). In Heerlen kon men in het vakgebied elektrotechniek afstuderen in de richtingen energietechniek, elektronica of technische computerkunde.

### Diploma (1977)

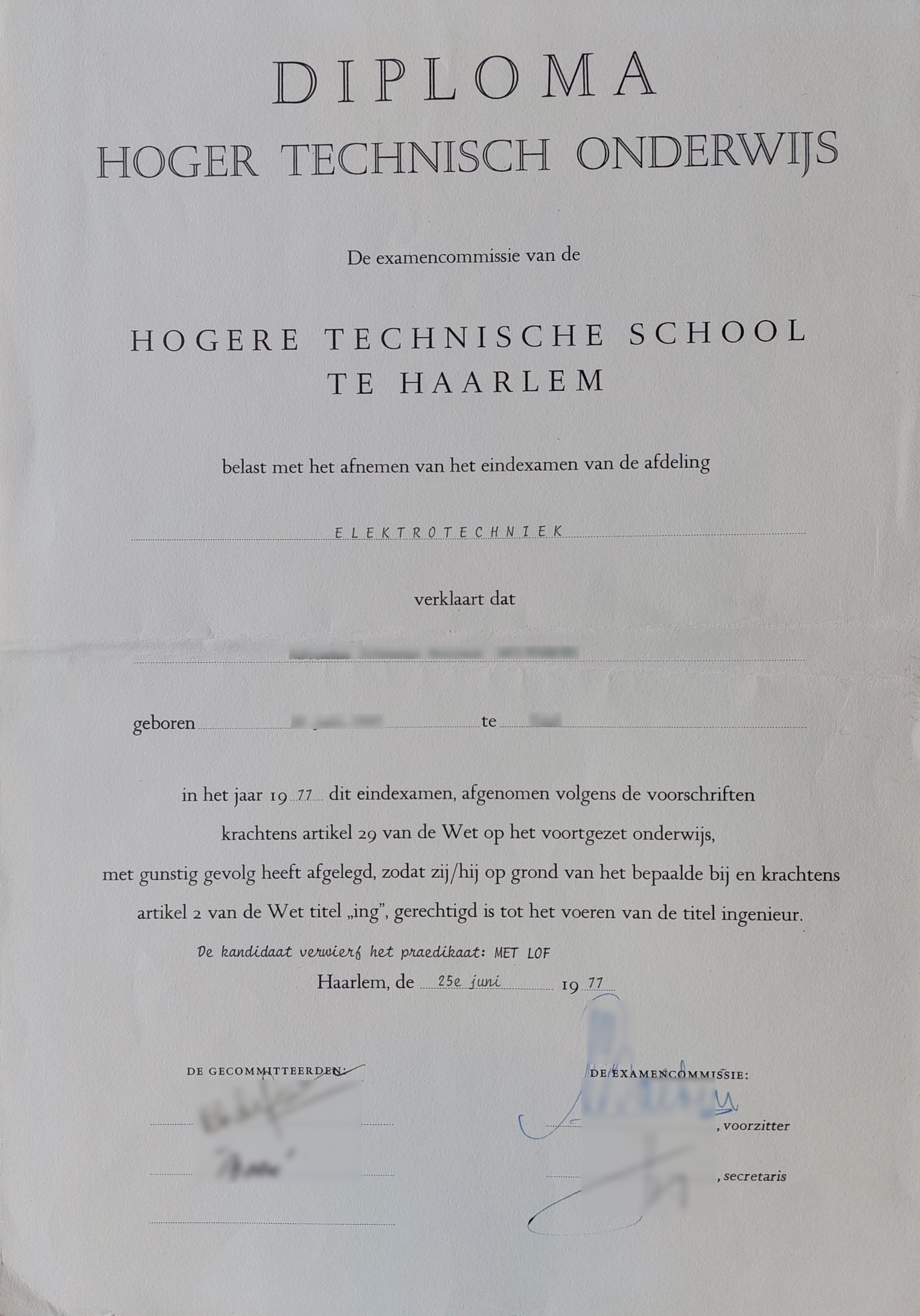
HTS Haarlem diploma uit het jaar 1977 van de afdeling 'Elektrotechniek' met aantekening 'cum laude'.
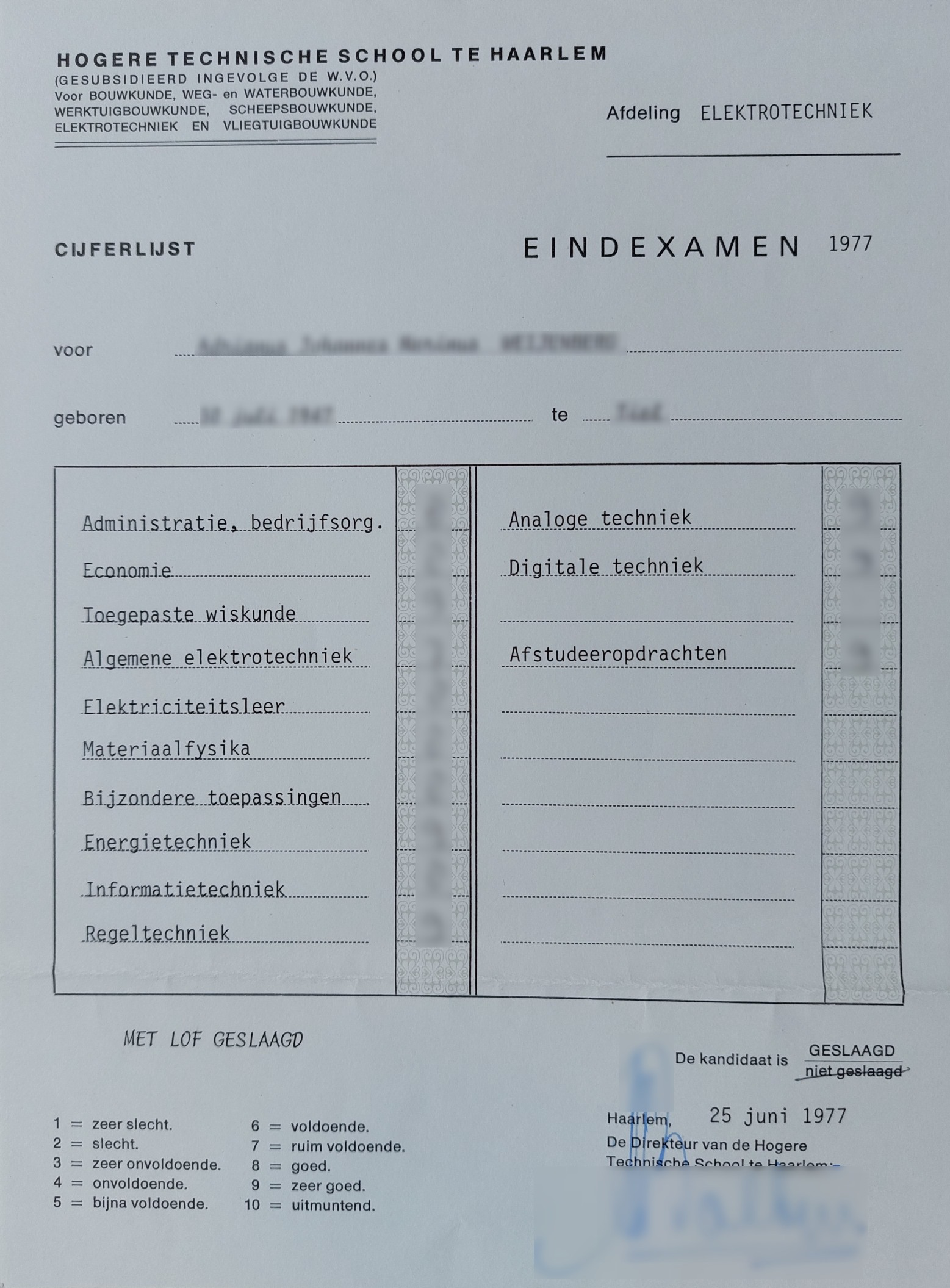
Cijferlijst bij HTS Haarlem diploma uit het jaar 1977 van de afdeling 'Elektrotechniek' met aantekening 'cum laude'.

### Vestigingen
Anno 1976 waren er 26 hts'en in Nederland, te weten in:
Alkmaar, Amsterdam (2x), Apeldoorn (Hogere Autotechnische School), Arnhem, Breda, Dordrecht, Eindhoven, Enschede, 's-Gravenhage (2x), Groningen, Haarlem, Heerlen, Hengelo (Ov.), 's-Hertogenbosch, Hilversum, Leeuwarden, Rijswijk, Rotterdam, Tilburg, Utrecht (2x), Venlo, Vlissingen, Zwolle.